# Sebastiano Mannironi
Sebastiano Mannironi (né le 22 juillet 1930 à Nuoro, et mort le 12 juin 2015 à Bracciano,) est un haltérophile italien. Il participe aux Jeux olympiques d'été de 1960 et aux Jeux olympiques d'été de 1964 en concourant dans la catégorie des 56-60 kg. En 1964, il termine à la cinquième place mais remporte la médaille de bronze en 1960.

## Palmarès

### Jeux olympiques
- Rome 1960
  -  Médaille de bronze en moins de 60 kg.

### Championnats du monde
- Téhéran 1957
  -  Médaille d'argent en moins de 60 kg.
- Stockholm 1958
  -  Médaille de bronze en moins de 60 kg.
- Varsovie 1959
  -  Médaille de bronze en moins de 60 kg.
- Vienne 1961
  -  Médaille d'argent en moins de 60 kg.

### Championnats d'Europe
- Stockholm 1953
  -  Médaille de bronze en moins de 56 kg.
- Vienne 1954
  -  Médaille de bronze en moins de 60 kg.
- Munich 1955
  -  Médaille de bronze en moins de 60 kg.
- Helsinki 1956
  -  Médaille d'argent en moins de 60 kg.
- Stockholm 1958
  -  Médaille d'argent en moins de 60 kg.
- Varsovie 1959
  -  Médaille d'argent en moins de 60 kg.
- Milan 1960
  -  Médaille d'argent en moins de 60 kg.
- Vienne 1961
  -  Médaille d'or en moins de 60 kg.
- Stockholm 1963
  -  Médaille d'argent en moins de 60 kg.
- Berlin 1966
  -  Médaille de bronze en moins de 60 kg.

### Jeux méditerranéens
- Barcelone 1955
  -  Médaille d'or en moins de 60 kg.
- Tunis 1967
  -  Médaille d'or en moins de 60 kg.

### Championnats d'Italie
- 15 titres de champion d'Italie